# 格勒迪斯山
46°57′42″N 12°43′33″E / 46.96167°N 12.72583°E

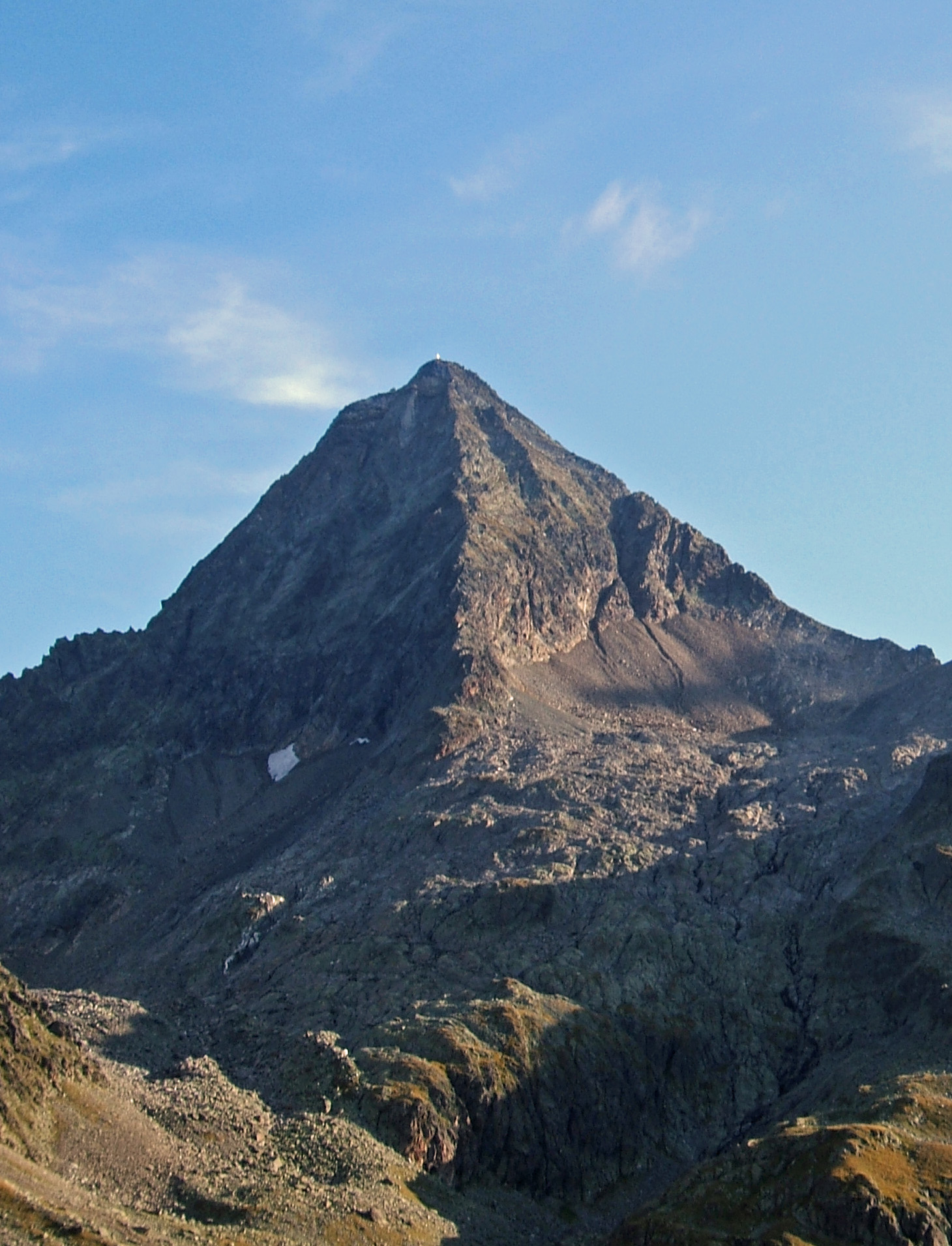

格勒迪斯山（德語：Glödis），是奧地利的山峰，位於該國西部，由蒂羅爾州負責管轄，屬於舍貝爾山脈的一部分，距離羅特山1.9公里，海拔高度3,206米，人類在1871年7月13日首次登頂。